# Eifel-Blicke
Eifel-Blicke ist eine Initiative des Naturpark Nordeifel e.V. Mit dem Projekt wurden ausgewählte Fernsichten der Eifel für den Wandertourismus entwickelt. Zahlreiche Eifel-Blicke liegen entlang gekennzeichneter Wanderwege und Radwanderrouten, die Eifel-Blick-Wegweiser zeigen die Richtung für Abstecher zu den Aussichtspunkten.
Grundausstattung eines Eifel-Blicks ist die Panoramatafel, auf der Informationen zu Bergen, Seen, Burgen und Dörfern, die im Blickwinkel liegen, zu finden sind und auf weitere Sehenswürdigkeiten in der Umgebung aufmerksam gemacht wird.
Zusätzlich findet man an vielen Aussichtspunkten den sogenannten „Eifel-Sitz“. Hierbei handelt es sich um eine Sitzbank in Form eines liegenden E.
Viele Eifel-Blicke sind auch für Menschen mit Behinderung leicht zugänglich. Wo möglich, wurde eine stufenlose Zuwegung eingerichtet sowie pultförmige, mit dem Rollstuhl unterfahrbare Ausführungen der Panoramatafeln installiert.